# Eupelops ecuadoriensis
Eupelops ecuadoriensis är en kvalsterart som beskrevs av P. Balogh 1988. Eupelops ecuadoriensis ingår i släktet Eupelops och familjen Phenopelopidae. Inga underarter finns listade i Catalogue of Life.